# Eupithecia hemileucaria
Eupithecia hemileucaria is een vlinder uit de familie spanners (Geometridae). De wetenschappelijke naam van deze soort is voor het eerst geldig gepubliceerd in 1880 door Mabille.
De soort komt voor in tropisch Afrika.
1. ↑  AfroMoths. www.afromoths.net. Gearchiveerd op 13 maart 2023. Geraadpleegd op 13 maart 2023.